# Pilsnokar
Pilsnokar (Hierophis) är ett släkte ormar i familjen snokar. 
Dessa ormar är med en längd mellan 0,75 och 1,5 meter medelstora. De förekommer från södra och sydöstra Europa över vissa Medelhavsöar till Iran. Arterna vistas främst i torra landskap med klippor, några buskar eller annan glest fördelad växtlighet. De jagar andra kräldjur och mindre däggdjur. Honor lägger ägg.

## Arter
- Cypriotisk pilsnok (Hierophis cypriensis)
- Balkanpilsnok (Hierophis gemonensis)
- Gulgrön pilsnok (Hierophis viridiflavus)

The Reptile Database listar cypriotisk pilsnok istället i släktet Dolichophis. Där godkänns istället en annan art:
- Hierophis andreanus

Tidigare listades även Orientocoluber spinalis i släktet pilsnokar.